# 中国人民武装警察部队哈尔滨指挥学院
中国人民武装警察部队哈尔滨指挥学院，简称武警哈尔滨指挥学院，是曾经存在的一所武警部队初级指挥干部军事高等院校，隶属武警黑龙江总队，正师级。被誉为“北疆警官摇篮”。 现已撤销，改建为训练基地。
学院面向辽宁、吉林、黑龙江三省招收应届高中毕业生，轮训各级指挥员干部。学院作为武警黑龙江总队的处突预备队，协同处置抗洪抢险、大兴安岭扑火等重大事件。

## 历史与沿革
- 1984年5月26日，正式批准武警黑龙江总队教导大队改建中国人民武装警察部队哈尔滨指挥学校（武警哈尔滨指挥学校）。
- 2004年，建立中国人民武装警察部队指挥学院哈尔滨分院，合署办公。
- 2006年，武警哈尔滨指挥学校、武警指挥学院哈尔滨分院合并，升格中国人民武装警察部队哈尔滨指挥学院。
- 2011年，撤销，改建为训练基地。